# Paul Panda Farnana

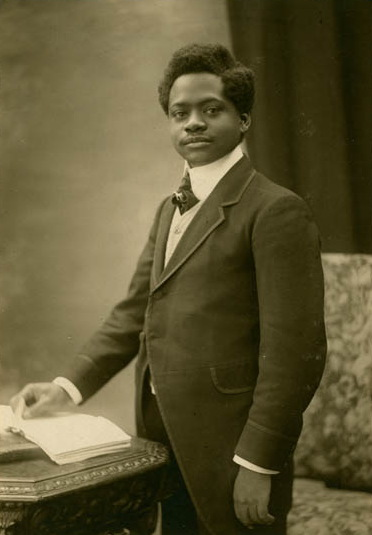
Paul Panda Farnana

Paul Panda Farnana (* 1888 in Nzemba, Banana; † 12. Mai 1930 ebenda) war ein kongolesischer Agronom, der als Gegner des belgischen Kolonialismus bekannt wurde.
Farnana war Sohn eines kongolesischen Häuptlings und hatte damit ebenfalls den Rang eines Häuptlings (M’fumu Paul Panda Farnana). 1900 reiste er als Begleiter der Familie des Leutnants Derscheid nach Belgien. Der Leutnant, seine Frau und ihr Baby starben jedoch auf der Reise, so dass Farnana allein in Belgien ankam. Dort wurde er von Louise Derscheid, einer Schwester des Leutnants, aufgenommen, die ihm den Besuch des Gymnasiums Athénée d’Ixelles ermöglichte. Von 1904 bis 1907 besuchte er die Schule für Landwirtschaft und Gartenbau in Vilvoorde, die er mit dem certificat de capacité mit dem Spezialgebiet tropische Pflanzen abschloss. 1908 schrieb er sich an der École supérieure d’Agriculture tropicale in Nogent-sur-Marne ein und erhielt dort ein Certificat d’études. Daneben vervollkommnete er seine Englischkenntnisse an der École supérieure commerciale et consulaire in Mons.
Im Jahr 1909 wurde er vom belgischen Kolonialamt als chef de cultures de troisième classe eingestellt und an den  Jardin botanique d’Eala bei Coquilathville entsandt. Er war der erste schwarzafrikanische Beamte der belgischen Kolonie. Zum Ende seines Mandats 1911 wurde er mit dem Étoile service ausgezeichnet. Im Dezember des gleichen Jahres wurde er zum Direktor der Station Kalamu ernannt, wo er Proben für die Herbarien des Jardin botanique national de Belgique sammelte.
Im Ersten Weltkrieg trat Farnana in das Corps de Volontaires congolaisé ein. Er kam in deutsche Kriegsgefangenschaft, wo er in Kontakt mit den Tirailleurs sénégalais trat und von Blaise Diagne hörte, der seit 1914 Mitglied der französischen Nationalversammlung war. 1919 kehrte er nach Belgien zurück und wurde auf eigenen Wunsch aus dem Staatsdienst entlassen. Im Februar nahm er am ersten Pan-Afrikanischen Kongress in Paris teil, im Sommer des gleichen Jahres beteiligte er sich an der Gründung der Union Congolaise, einer „Gesellschaft zur Förderung der moralischen und intellektuellen Entwicklung der kongolesischen Rasse“, die vom Kolonialminister Louis Franck und dem Justizminister Émile Vandervelde unterstützt wurde. Er wurde Präsident, Albert Kudjabo Sekretär der Union. Diese unterstützte arme und kranke Mitglieder und bot kostenlose Bildung an, stellte aber bald auch politische Forderungen wie die bessere Bezahlung von Lohnarbeit, die Verlängerung der Ausbildungszeit und Mitspracherechte für Kongolesen in der Kolonialverwaltung.
1921 nahm Farnana am zweiten Pan-Afrikanischen Kongress teil, wo er einen Vortrag über „Die Geschichte der Negerkultur am Ufer des Kongo“ hielt und forderte, dass in den internationalen Kommissionen der Mandatsverwaltung für die ehemaligen deutschen Kolonien in Afrika auch afrikanische Diplomaten vertreten sein sollten. Im Auftrag der Union Congolaise setzte er beim belgischen Kolonialamt Kurse für Kongolesen durch, die in Brüssel, Charleroi und Marchienne stattfanden. Als sich La Renaissance de l’Occident der kongolesischen Kunst widmete, sprach Farnana dort über die Kunst und die Zukunft des Handwerks im Kongo und klagte die Ausfuhr einheimischer Kunstwerke in europäische Museen als rationalisierten Vandalismus an.
1929 kehrte er in seine Heimat zurück. Er baute in Nzemba eine Schule und eine Kapelle, errichtete eine Ölmühle und bestellte aus Europa eine Ziegelpresse. Unter nie aufgeklärten Umständen wurde er 1930 vergiftet und starb am 12. Mai.